# Olympische Sommerspiele 1928/Fechten
Bei den IX. Olympischen Sommerspielen 1928 in Amsterdam fanden sieben Wettbewerbe im Fechten statt. Austragungsort war die Schermzaal, ein von Jan Wils entworfenes temporäres Gebäude neben dem Olympiastadion.

## Bilanz

### Medaillenspiegel

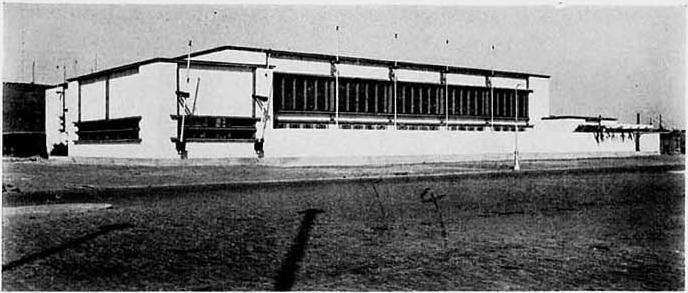
Schermzaal

| Platz | Land               | Gold | Silber | Bronze | Gesamt |
| ----- | ------------------ | ---- | ------ | ------ | ------ |
| 1     | Frankreich         | 2    | 3      | –      | 5      |
| 2     | Königreich Italien | 2    | 1      | 2      | 5      |
| 3     | Ungarn             | 2    | 1      | –      | 3      |
| 4     | Deutsches Reich    | 1    | 1      | 1      | 3      |
| 5     | Großbritannien     | –    | 1      | –      | 1      |
| 6     | Argentinien        | –    | –      | 1      | 1      |
| 6     | Polen              | –    | –      | 1      | 1      |
| 6     | Portugal           | –    | –      | 1      | 1      |
| 6     | Vereinigte Staaten | –    | –      | 1      | 1      |

### Medaillengewinner
| Konkurrenz         | Gold | Silber                                                                                         | Bronze |
| ------------------ | --- | ---------------------------------------------------------------------------------------------- | --- |
| Degen Einzel       | Lucien Gaudin                                                                                                   | Georges Buchard                                                                                | George Calnan                                                                                              |
| Degen Mannschaft   | Carlo Agostoni, Marcello Bertinetti, Giulio Basletta, Giancarlo Cornaggia-Medici, Renzo Minoli, Franco Riccardi | Gaston Amson, René Barbier, Georges Buchard, Émile Cornic, Armand Massard, Bernard Schmetz     | Paulo d’Eça Leal, Mário de Noronha, Jorge de Paiva, Henrique da Silveira, Frederico Paredes, João Sassetti |
| Florett Einzel     | Lucien Gaudin                                                                                                   | Erwin Casmir                                                                                   | Giulio Gaudini                                                                                             |
| Florett Mannschaft | Giorgio Chiavacci, Giulio Gaudini, Gioacchino Guaragna, Giorgio Pessina, Ugo Pignotti, Oreste Puliti            | Philippe Cattiau, Roger Ducret, Raymond Flacher, André Gaboriaud, Lucien Gaudin, André Labatut | Raúl Anganuzzi, Carmelo Camet, Roberto Larraz, Héctor Lucchetti, Luis Lucchetti                            |
| Säbel Einzel       | Ödön Tersztyánszky                                                                                              | Attila Petschauer                                                                              | Bino Bini                                                                                                  |
| Säbel Mannschaft   | János Garay, Gyula Glykais, Sándor Gombos, Attila Petschauer, József Rády, Ödön Tersztyánszky                   | Renato Anselmi, Bino Bini, Gustavo Marzi, Oreste Puliti, Emilio Salafia, Giulio Sarrocchi      | Tadeusz Friedrich, Kazimierz Laskowski, Aleksander Małecki, Adam Papée, Władysław Segda, Jerzy Zabielski   |

| Konkurrenz     | Gold         | Silber         | Bronze       |
| -------------- | ------------ | -------------- | ------------ |
| Florett Einzel | Helene Mayer | Muriel Freeman | Olga Oelkers |

## Ergebnisse Männer

### Degen Einzel
| Platz | Land | Sportler           | Siege |
| ----- | ---- | ------------------ | ----- |
| 1     | FRA  | Lucien Gaudin      | 8     |
| 2     | FRA  | Georges Buchard    | 7     |
| 3     | USA  | George Calnan      | 6     |
| 4     | BEL  | Léon Tom           | 6     |
| 5     | SWE  | Nils Erik Hellsten | 5     |
| 6     | BEL  | Charles Delporte   | 4     |
| 7     | BEL  | Charles Debeur     | 3     |
| 8     | EGY  | Salvator Cicurel   | 3     |
| 9     | USA  | Allen Milner       | 1     |
| 10    | EGY  | Saul Moyal         | 1     |

Datum: 6. bis 7. August 1928 

59 Teilnehmer aus 22 Ländern

### Degen Mannschaft
| Platz | Land | Sportler |
| ----- | ---- | --- |
| 1     | ITA  | Carlo Agostoni, Marcello Bertinetti, Giulio Basletta, Giancarlo Cornaggia-Medici, Renzo Minoli, Franco Riccardi           |
| 2     | FRA  | Gaston Amson, René Barbier, Georges Buchard, Émile Cornic, Armand Massard, Bernard Schmetz                                |
| 3     | POR  | Paulo d’Eça Leal, Mário de Noronha, Jorge de Paiva, Henrique da Silveira, Frederico Paredes, João Sassetti                |
| 4     | BEL  | Émile Barbier, Georges Dambois, Xavier De Beukelaer, Charles Delporte, Charles Debeur, Léon Tom                           |
| 5     | TCH  | Miroslav Beznoska, Jan Černohorský, Martin Harden, Josef Jungmann, František Kříž, Jan Tille                              |
| 5     | USA  | Edward Willis Barnett, Henry Breckinridge, George Calnan, Arthur Lyon, Allen Milner, Harold Rayner                        |
| 7     | NED  | Arie de Jong, Willem Driebergen, Leonard Kuypers, Alfred Labouchere, Karel John van den Brandeler, Henri Wijnoldy-Daniëls |
| 7     | ESP  | Juan Delgado, Félix de Pomés, Diego Díez, Diego García, Francisco González                                                |

Datum: 3. bis 5. August 1928 

93 Teilnehmer aus 18 Ländern

### Florett Einzel
| Platz | Land | Sportler         | Siege |
| ----- | ---- | ---------------- | ----- |
| 1     | FRA  | Lucien Gaudin    | 9+2   |
| 2     | GER  | Erwin Casmir     | 9+1   |
| 3     | ITA  | Giulio Gaudini   | 9     |
| 4     | ITA  | Oreste Puliti    | 8     |
| 5     | FRA  | Philippe Cattiau | 7     |
| 6     | BEL  | Raymond Bru      | 7     |
| 7     | ITA  | Ugo Pignotti     | 4     |
| 8     | GER  | Fritz Gazzera    | 4     |
| 9     | FRA  | Roger Ducret     | 3     |
| 10    | HUN  | György Rozgonyi  | 3     |
| 11    | USA  | Joseph Levis     | 2     |
| 12    | SWE  | Bertil Uggla     | 1     |

Datum: 31. Juli bis 1. August 1928 

54 Teilnehmer aus 22 Ländern
Die drei Medaillengewinner lagen zunächst alle mit 9 Siegen in der Finalrunde gleichauf, weshalb ein Stechen entscheiden musste.

### Florett Mannschaft

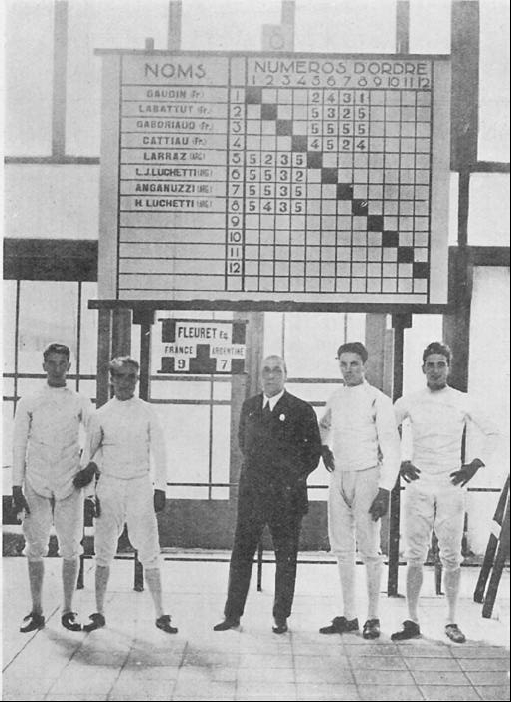
Das argentinische Florett-Team

| Platz | Land | Sportler                                                                                             |
| ----- | ---- | --- |
| 1     | ITA  | Giorgio Chiavacci, Giulio Gaudini, Gioacchino Guaragna, Giorgio Pessina, Ugo Pignotti, Oreste Puliti |
| 2     | FRA  | Philippe Cattiau, Roger Ducret, Raymond Flacher, André Gaboriaud, Lucien Gaudin, André Labatut       |
| 3     | ARG  | Raúl Anganuzzi, Carmelo Camet, Roberto Larraz, Luis Lucchetti, Héctor Lucchetti                      |
| 4     | BEL  | Raymond Bru, Charles Crahay, Albert De Roocker, Max Janlet, Pierre Pêcher, Jean Verbrugge            |
| 4     | HUN  | Gusztáv Kálniczky, György Piller, József Rády, György Rozgonyi, Ödön Tersztyánszky, Péter Tóth       |
| 4     | USA  | Henry Breckinridge, George Calnan, Dernell Every, Joseph Levis, René Peroy, Harold Rayner            |

Datum: 29. bis 30. Juli 1928 

88 Teilnehmer aus 16 Ländern

### Säbel Einzel
| Platz | Land | Sportler           | Siege |
| ----- | ---- | ------------------ | ----- |
| 1     | HUN  | Ödön Tersztyánszky | 9     |
| 2     | HUN  | Attila Petschauer  | 9     |
| 3     | ITA  | Bino Bini          | 8     |
| 4     | ITA  | Gustavo Marzi      | 8     |
| 5     | HUN  | Sándor Gombos      | 8     |
| 6     | GER  | Erwin Casmir       | 6     |
| 7     | ITA  | Arturo De Vecchi   | 5     |
| 8     | FRA  | Roger Ducret       | 5     |
| 9     | NED  | Arie de Jong       | 4     |
| 10    | FRA  | Jean Lacroix       | 2     |
| 11    | NED  | Jan van der Wiel   | 2     |
| 12    | GER  | Hans Thomson       | 0     |

Datum: 10. bis 11. August 1928 

44 Teilnehmer aus 17 Ländern

### Säbel Mannschaft
| Platz | Land | Sportler                                                                                                  |
| ----- | ---- | --- |
| 1     | HUN  | János Garay, Gyula Glykais, Sándor Gombos, Attila Petschauer, József Rády, Ödön Tersztyánszky             |
| 2     | ITA  | Renato Anselmi, Bino Bini, Gustavo Marzi, Oreste Puliti, Emilio Salafia, Giulio Sarrocchi                 |
| 3     | POL  | Tadeusz Friedrich, Kazimierz Laskowski, Aleksander Małecki, Adam Papée, Władysław Segda, Jerzy Zabielski  |
| 4     | GER  | Erwin Casmir, Hans Halberstadt, Heinrich Moos, Hans Thomson                                               |
| 5     | FRA  | Roger Ducret, Raoul Fristeau, Jean Lacroix, Jean Piot, Paul Oziol de Pignol, Maurice Taillandier          |
| 5     | NED  | Arie de Jong, Cornelis Ekkart, Hendrik Hagens, Jan van der Wiel, Maarten van Dulm, Henri Wijnoldy-Daniëls |
| 7     | BEL  | Marcel Cuypers, Gaston Kaanen, Jacques Kesteloot, Jules Stordeur, Édouard Yves                            |
| 7     | TUR  | Enver Balkan, Fuat Balkan, Muhuttin Okyavuz, Nami Yayak                                                   |

Datum: 8. bis 9. August 1928 

65 Teilnehmer aus 12 Ländern

## Ergebnisse Frauen

### Florett Einzel
| Platz | Land | Sportlerin      | Siege |
| ----- | ---- | --------------- | ----- |
| 1     | GER  | Helene Mayer    | 7     |
| 2     | GBR  | Muriel Freeman  | 6     |
| 3     | GER  | Olga Oelkers    | 4     |
| 4     | GER  | Erna Sondheim   | 3     |
| 5     | GBR  | Gladys Daniell  | 2     |
| 6     | BEL  | Jenny Addams    | 2     |
| 6     | HUN  | Margit Danÿ     | 2     |
| 8     | NED  | Johanna de Boer | 2     |

Datum: 31. Juli bis 1. August 1928 

27 Teilnehmerinnen aus 11 Ländern